# ジャヴァド・ハーメネイー
セイイェド・ジャヴァド・ハーメネイー（1895年12月7日 - 1986年7月5日、英語: Sayyid Javad Khamenei、 ペルシア語: سید جواد خامنه‌ای）はイランの聖職者である。彼は現在のイランの最高指導者であるアリー・ハーメネイーの父親である。

## 人物
アゼルバイジャン東部のカマネ州で生まれる。ナジャフ、ゴム、マシュハドの神学校に通い、その後マシャドのアリー・リダー神社の近くに定住した。彼には最初の結婚から3人の娘がいた。最初の妻の死後、彼はKhadija Mirdamadiと結婚し、1人の娘（Badri Khamenel）と4人の息子（Sayed Mohammad Khamenei、Ali Khamenei、Hadi Khamenei、Sayed Hassan Khamenei）がいる。

## 死
ジャヴァドは1986年7月5日に亡くなった。彼は、エマーム・レザー廟の後ろのポルティコに埋葬された。

## 参考
- アリー・ハーメネイー